# Tus
Tus (توس ou طوس em persa) é uma vila no nordeste do Irão, na província de Coração Razavi. Localiza-se a 25 km a noroeste da cidade de Meshed.
Conhecida na Antiguidade como Susia, a fundação da localidade data pelo menos do Império Aquemênida. Foi conquistada por Alexandre Magno em 330 a.C..
Tus ainda conserva os restos da cidadela da época sassânida. Foi uma importante cidade da Rota da Seda até ser eclipsada por Meshed.
Seu filho mais célebre foi o teólogo e místico al-Ghazali (1058–1111). Próximo a sua tumba situa-se a de Ferdusi (c.940–c.1020), poeta nacional da Pérsia nascido num vilarejo dos arredores de Tus.